# Imen Mbarki
Pour les articles homonymes, voir Mbarki.
Imen Mbarki, née le 3 juillet 2003, est une rameuse d'aviron tunisienne.

## Carrière
Imen Mbarki participe avec Mohamed Rayen Hafsa à l'épreuve mixte senior des championnats du monde d'aviron de mer en 2021 à Oeiras.
Aux championnats d'Afrique 2023 à Tunis, Imen Mbarki est médaillée d'argent en deux de couple  avec Sarra Zammali en seniors ainsi que médaillée d'argent en skiff des moins de 23 ans.

## Palmarès
- Médaille d'argent en deux de couple aux championnats d'Afrique 2023 à Tunis (avec Sarra Zammali)